# Timex Sinclair 1000

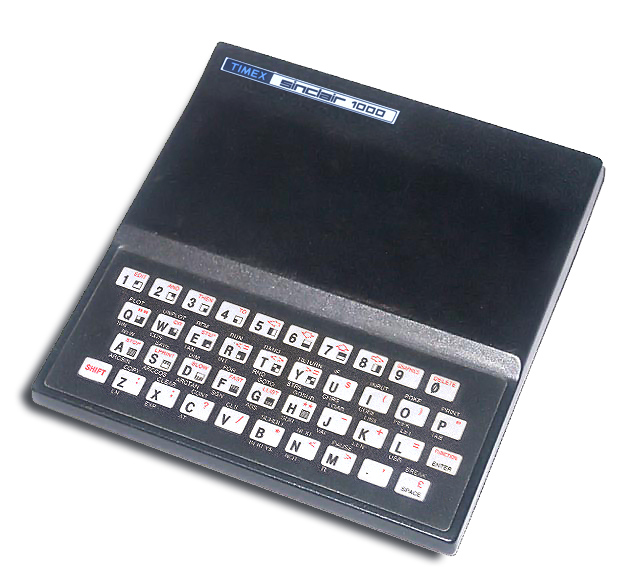
Timex Sinclair 1000

Timex Sinclair 1000 – komputer domowy będący amerykańską wersją komputera Sinclair ZX-81. Trudno dostępny poza USA.
Wersja TS-1000 wprowadzona na rynek w 1982 r. w USA wyposażona była w mikroprocesor Zilog Z80A 3.25 MHz.
Komputer pozwalał na wyświetlanie tekstu w rozdzielczości 32 znaków w 24 liniach (2 linie zarezerwowane na komunikaty systemu), natomiast wyświetlanie grafiki w dwóch kolorach (czerń-biel) o rozdzielczości 64x44 pikseli.
- Pamięć ROM: 8 KB
- Pamięć RAM: 2 KB
- Porty: szyna Z80, magnetofon, wyjście TV
- Wymiary: 167 × 175 × 38 mm / 350 g
- Zasilanie: 9 V stałe
- System operacyjny: Sinclair BASIC